# Haydarpaşa
Haydarpaşa ("Paxá Haydar") é um bairro da parte asiática de Istambul, Turquia, que faz parte do distrito de Kadıköy. Situado na margem do Mar de Mármara, é uma área histórica, onde a maior parte dos edifícios são públicos, alguns muito famosos, como a Estação de Haydarpaşa, o terminal ocidental da rede ferroviária da Anatólia e o Porto de Haydarpaşa. Por vezes o Quartel de Selimiye, onde Florence Nightingale trabalho entre 1854 e 1856, também é apresentado como fazendo parte do bairro, embora oficialmente já esteja no bairro de Harem, distrito de Üsküdar.
Outras estruturas de Haydarpaşa datadas do século XIX ou início do século XX:
- Haydarpaşa Numune Hastanesi (Hospital Modelo de Haydarpaşa)

- GATA Haydarpaşa Eğitim Hastanesi — Hospital da Academia Militar de Medicina de Gülhane

- Hospital Dr Siyami Ersek — uma prestigiada unidade de cardiologia.

- Faculdade de Medicina da Universidade de Mármara — instalada no edifício onde funcionou o Liceu de Haydarpaşa (Haydarpaşa Lisesi) de 1933 a 1983.

- Escolas Secundárias Técnicas

- Terminal de ferryboats de Haydarpaşa — os ferries fazem os transbordo de passageiros entre as estações ferroviárias de Sirkeci, o terminal das linhas da Trácia e de ligação internacional à Europa, com a Estação de Haydarpaşa, o terminal das linhas asiáticas; há também ligações com Karaköy, igualmente no lado europeu, mas a norte do Corno de Ouro, e Kadiköy, no lado asiático.

- Cemitério de Haydarpaşa — cemitério histórico britânico militar e civil.

- Cemitério de Karacaahmet (nos arredores) — é o maior cemitério da Turquia.